# بیلی دانیلز (بازیکن فوتبال)
بیلی دانیلز (انگلیسی: Billy Daniels؛ زادهٔ ۳ ژوئیهٔ ۱۹۹۴) بازیکن فوتبال اهل بریتانیا است.
از باشگاه‌هایی که در آن بازی کرده‌است می‌توان به باشگاه فوتبال نانیتون تاون، باشگاه فوتبال کاونتری سیتی، باشگاه فوتبال نوتس کانتی، و باشگاه فوتبال چلتنهام تاون اشاره کرد.